# Dixie Dugan (film)
Pour les articles homonymes, voir Dixie Dugan.
Pour plus de détails, voir Fiche technique et Distribution.
Dixie Dugan est une comédie américaine réalisée par Otto Brower, sortie en 1943 et dont le scénario est inspiré de la série de comics Dixie Dugan de J. P. McEvoy.

## Distribution

### Crédités
- Lois Andrews : Dixie Dugan
- James Ellison : Roger Hudson
- Charlotte Greenwood : Mrs. Dugan
- Charles Ruggles : Pa Dugan
- Helene Reynolds : Jean Patterson
- Raymond Walburn : J.J. Lawson
- Ann E. Todd : Imogene Dugan
- Eddie Foy Jr. : Matt Hogan
- Irving Bacon : Mr. Kelly
- Sarah Edwards : Mrs. Kelly
- George Melford : Mr. Sloan
- Mae Marsh : Mrs. Sloan
- Morris Ankrum : Editor
- Dick French : Phillips
- George Lessey : Sen. Patterson
- Paul E. Burns : Sign Painter
- Ruth Warren : Sergeant's Wife
- Eddie Dunn (en) : Policeman
- Milton Kibbee : Pressman
- Byron Foulger : Secretary

### Non crédités
- Dick Baron : Copyboy
- Jack Chefe : Artist
- Steve Darrell : First Worker
- Harry Denny : Worker
- Lester Dorr : Citizen
- Frank Faylen : Soldier
- Bess Flowers : Bridge Player
- Clarence Hennecke : Postman
- Tom Kennedy : Sergeant
- Sam McDaniel : Night Porter
- Kitty McHugh :
- Millard Mitchell : Accident Victim
- Frances Morris : Girl
- Cyril Ring :
- Minerva Urecal : Mrs. Wilson
- Emmett Vogan : Salesman
- John Wald : Announcer
- Ray Walker : Burns
- Billy Wayne : Pressman
- Dave Willock : Phil
- Sam Wren : FBI Agent